# A Batalha de Shangri-lá
A Batalha de Shangri-lá é um filme brasileiro de drama e o primeiro longa-metragem de Severino Neto, com codireção de Rafael Carvalho. 
O filme foi exibido no dia 17 de novembro de 2019, no 27º Festival Mix Brasil, e no dia 30 do mesmo mês no 52º Festival de Brasília do Cinema Brasileiro.

## Sinopse
O filme conta a história de João (Gustavo Machado), um jovem de Cuiabá em busca de sua mãe biológica (Ingra Lyberato) após a morte de seu pai adotivo. De acordo com o diretor, o estado do Mato Grosso foi escolhido por ser o estado onde a violência contra pessoas LGBT é a maior no país.

## Produção
A filmagem teve início no dia 7 de maio de 2018, e seguiu por três semanas, até o fim do mês. As cenas foram filmadas em Cuiabá, em vários bairros diferentes da cidade.